# Olempin
Olempin [pronunciación en polaco: /ɔˈlɛmpin/] es un pueblo en el distrito administrativo de Gmina Markuszów, dentro del Distrito de Puławy, Voivodato de Lublin, en Polonia oriental. Se encuentra aproximadamente 20 kilómetros al este de Puławy y 28 kilómetros al noroeste de la capital regional, Lublin.